# 寇蒂斯·普萊德
寇蒂斯·約翰·普萊德（英語：Curtis John Pride，1968年12月17日—），生於美國首府華盛頓，普萊德目前是美國職棒大聯盟洛杉磯安那罕天使隊的外野手。普萊德生涯遊走多隊，包括蒙特婁博覽會隊(1993, 1995, 2001)、底特律老虎隊(1997)、波士頓紅襪隊(1997, 2000)、亞特蘭大勇士隊(1998)，以及紐約洋基隊(2003)。
普萊德是歷史上第一個克服失聰(聽力障礙)的大聯盟外野手，他的成就鼓舞了很多和他一樣患有聽力障礙的人。
因為剛出生時罹患了德國麻疹而導致失去絕大部分聽力的挫折並沒有讓普萊德的成長過程和別人有什麼不同，他在很早的時候就努力地學習口語溝通的技巧。大學時就讀名校威廉瑪麗學院，當時他並未接觸棒球，而是籃球隊中的控球後衛(point guard)。他還曾經是一名出色的足球選手，1985年代表美國隊參加17歲以下世界盃足球賽。此外，他在社區服務的行動上也有著令人驚訝的成就。
由於他並未全聾，還保有大約15%的聽力，所以他勉強可以和人用口語交談，他同時也有很好的手語和讀唇能力。
普萊德最早進入紐約大都會隊的小聯盟系統，但最後是在蒙特婁博覽會隊登上大聯盟。左打的普萊德擁有相當良好的選球耐心與策略(plate discipline)、不算非常強的長打能力、以及平均之上的速度。他從未成為隊中的固定先發球員，多半以代打的身分登場，或是左外野及右外野的替補防守。他在防守方面的評價很好，特別是優異的傳球臂力。
1996年球季前普萊德成為自由球員，旋即和底特律老虎簽約，成為替補外野手。在老虎隊的時間，普萊德打出生涯最好的成績，95場出賽累積了不到300個打席(plate appearance)，他打出.300的打擊率、10支全壘打以及31分打點，還有11次盜壘成功。原本被預期在次年球季他會得到更多上場機會，但是在此時他卻因為受傷的關係被放在傷兵名單上，最後遭到老虎隊釋出。後來他在紅襪隊、勇士隊、洋基隊，以及博覽會隊之間遊走。2004年他和天使隊簽約，成為3A鹽湖城蜂刺(Salt Lake Stingers)的一員，並且會在天使隊缺乏外野替補選手時被徵召上大聯盟支援。2005年他繼續待在天使隊系統，並且成為超級明星球員弗拉迪米爾·葛雷諾(Vladimir Guerrero)受傷時的替補。
在普萊德八個大聯盟球季353場出賽中，他一共累積了.253的打擊率，19支全壘打，以及77分打點。
在球季以外的時間，普萊德多半和他的妻子麗莎一起從事公益活動，他們名下的基金會「與自尊心同行」（Together with Pride Foundation）專門協助有聽力障礙的兒童走出陰影。這個基金會提供的服務包括給聽障學生的獎學金、讀寫能力的訓練以及輔導。
1996年時，普萊德獲頒湯尼·康尼利亞羅獎（Tony Conigliaro Award），這是個專門頒給靠著勇氣與決心克服各種逆境的大聯盟球員的獎。

## 外部連結
- 球員資訊和成績在MLB ，ESPN ，Retrosheet ，Baseball Reference ，Baseball Reference (Minors) ，Fangraphs ，The Baseball Cube ，Baseball Almanac （英文）
- Together with Pride website（页面存档备份，存于）
- Minor League Splits and Situational Stats[永久]